# Томпсон Паттерсон, Луиза
Луи́за Ало́ун То́мпсон Па́ттерсон (англ. Louise Alone Thompson Patterson: 9 сентября 1901, Чикаго, Иллинойс, США — 27 августа 1999, Манхэттен, Нью-Йорк, Нью-Йорк, США) — американская общественная деятельница и коммунистка. Наряду с известными фигурами Гарлемского ренессанса, она принимала участие в отменённом кинопроекте о братстве советских людей и афроамериканцев.

## Биография

### Детство и образование
Луиза Алоун Томпсон родилась 9 сентября 1901 в городе Чикаго. Её мать — Лулу Браун, старшая из семи детей, родившихся у белой матери Эмы Колуелл и афроамериканца Мозеса Брауна. У Луизы не было воспоминаний об отце, афроамериканце Уилле Тользе, с которым мать развелась вскоре после рождения дочери. Когда Луизе было 8 лет, её мать вышла замуж во второй раз за Джона Томпсона, от которого Луиза взяла свою фамилию.
В детстве Луиза с матерью и отчимом жили в разных штатах в северо-западной части США. Несмотря на то что Луиза не выросла на Юге во времена действия законов Джима Кроу, она всё ещё страдала от нищеты и расизма, особенно в школе. После того как Луиза окончила старшие классы в Окленде, она училась в Калифорнийском университете в Беркли. 12 марта 1923 к студентам с лекцией приехал известный активист Уильям Бёркхардт Дюбуа, который произвёл сильное впечатление на Томпсон. 16 мая 1923 она получила степень бакалавра по экономике. Из-за отсутствия возможностей для чернокожих в Калифорнии, Томпсон решила вернуться в свой родной город Чикаго, где она жила с тётей и работала преподавательницей в традиционно негритянских колледжах. Она поддержала забастовку, организованную студентами против несправедливого обращения к женщинам в одном из этих институтов. Как результат этой забастовки, Томпсон заинтересовалась марксизмом.

### Участие в Гарлемском ренессансе, кинопроект «Чёрные и белые»
В начале 1928 года, приехав в Нью-Йорк, Томпсон познакомилась с известными представителями Гарлемского ренессанса, в том числе с Лэнгстоном Хьюзом, Дороти Уэст, Аароном Дугласом и Уоллесом Турманом. Последний стал её первым мужем.
В конце 1931 или в начале 1932 года в Нью-Йорк после проживания в Москве вернулся чернокожий коммунист Джеймс Форд, который передал Томпсон предложение от киностудии Межрабпом снять фильм о братстве афроамериканских и советских коммунистов. Название фильма «Чёрные и белые» было вдохновлено одноимённым стихотворением В. В. Маяковского. Томпсон, которая руководила проектом, собрала для съёмок фильма группу из 22 актёров, студентов и рабочих, в которую вошли будущие советские эмигранты Вейланд Родд, Ллойд Паттерсон (отец актёра Джеймса Паттерсона) и Гомер Смит, а также Хьюз и Уэст. Согласно статье в газете «Нью-Йорк Tаймс», цель кинопроекта, с точки зрения афроамериканцев, — «реалистически представить американских негров за работой и на отдыхе, а также проследить их историю с середины прошлого века до настоящего времени». 26 июня группа приехала в Москву. Члены группы остановились в «Гранд-отеле», ходили на многие вечеринки и встречались с С. М. Эйзенштейном.
Несмотря на гостеприимство советского общества, производство фильма вскоре столкнулось с большим количеством проблем. Во-первых, стало известно, что авторы сценария Г.Э Гребнер, немецкий режиссёр Карл Юнгханс и афроамериканец Ловетт Форт-Уайтман ничего не понимали ни в американской истории, ни в расовых отношениях внутри страны. Ещё хуже, американский инженер Хью Линкольн Купер, который наблюдал за строительством ДнепроГЭС, высказал свои возражения против фильма В. М. Молотову, и, ввиду возможности дипломатических осложнений между США и СССР, последний отменил кинопроект. Вследствие этого группа афроамериканцев разделилась на две части: на тех, кто критиковал СССР за то, что тот изменил интересам чернокожих по дипломатическим причинам и тех, включая Томпсон, кто верил в искренное отношение СССР к афроамериканскому делу. В результате этого Томпсон получила прозвище «Мадам Москва» (англ. Madam Moscow).
После этой неудачи Томпсон вместе с Хьюзом и другими участниками ездили по республикам Средней Азии для того, чтобы узнать, как живут этнические меньшинства в СССР.

### Активизм
В конце 1932 года, вернувшись в США, Томпсон продолжала заниматься своей активной деятельностью. Она организовала массовую демонстрацию в Вашингтоне в поддержку Парней из Скотсборо, группы из девяти афроамериканских юношей, которых обвинили в изнасиловании белой женщины. В то время она также работала в Международном ордене сотрудников (англ. International Workers Order, IWO) и вступила в Коммунистическю партию. Во время гражданской войны в Испании Томпсон встречалась с солдатами Второй Испанской Республики.
На фоне «Красной угрозы» Томпсон была вынуждена явиться в суд для того, чтобы объяснить связь между IWO и Коммунистической партией США. Она вела более спокойную жизнь во время борьбы за гражданские права чернокожих, но вернулась к активной деятельности после задержания коммунистической активистки Анджелы Дэвис. Томпсон стала исполнительным секретарём комитета освобождения Анджелы Дэвис. Она организовывавала митинги и демонстрации и летала за границу, чтобы приобрести международную поддержку.

### Личная жизнь
- Первый муж — Уоллес Турман (умер в 1934), писатель и редактор афро-американского литературного журнала «The Messenger». Они поженились 22 августа 1928, но брак вскоре распался из-за гомосексуальности Турмана. Несмотря на то, что Томпсон вышла замуж во второй раз, с первым мужем они не были официально разведены[2].
- Второй муж — Уильям Лорензо Паттерсон (поженились в 1940, умер в 1980), адвокат и борец за гражданские права афроамериканцев. Они познакомились в 1927 г., когда Луиза ездила в Нью-Йорк с подругой и общественной деятельницей Бэллой Тейлор.

### Смерть
Томпсон умерла 27 августа 1999 г. в доме престарелых в Манхэттене. Ей было 97 лет.

## Политические взгляды

### Отношение к Советскому Союзу
Несмотря на то что съёмки фильма «Чёрные и белые» не состоялись, Советский Союз произвёл на Томпсон весьма положительное впечатление. Она заявила в интервью «Нью-Йорк Tаймс», что «Россия сегодня — это единственная страна в мире, где на самом деле можно жить». Томпсон получила особенное удовольствие от своей поездки по Средней Азии. Она писала своей матери, что «последние 10 дней были самыми лучшими в моей жизни». По её словам, «То, чему я была свидетелем [в Советском Союзе] … убеждает меня, что только новый социальный строй может исправить расовые проблемы в Америке, которые я так хорошо знаю. Я поехала в Советский Союз с левыми взглядами, я вернулась приверженным революционером».

### Отношение к феминизму
В 50-х годах Томпсон с четырнадцатью афроамериканками основали организацию «Скитальцы за истину и справедливость», которая выражала теории чёрного феминизма. С точки зрении Томсон, «чернокожие женщины сталкиваются с тройной эксплуатацией: как работники, как женщины, как негры».